# Bijlmermuseum

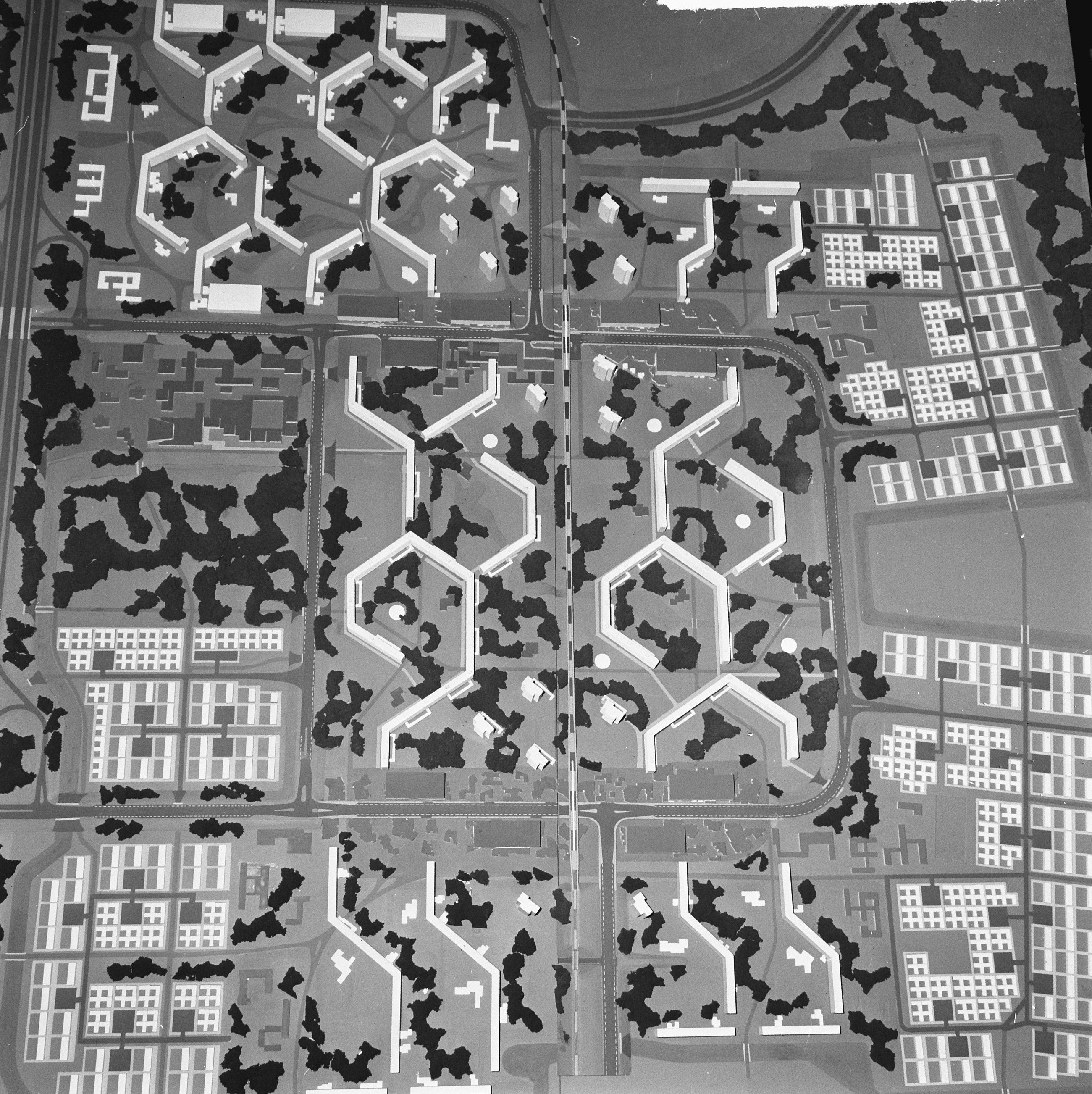
Deel van een maquette van de zuidoostelijke stadsuitbreiding van Amsterdam, waarop in het midden het oorspronkelijke plan Bijlmermuseum is te zien; 3 juni 1965.

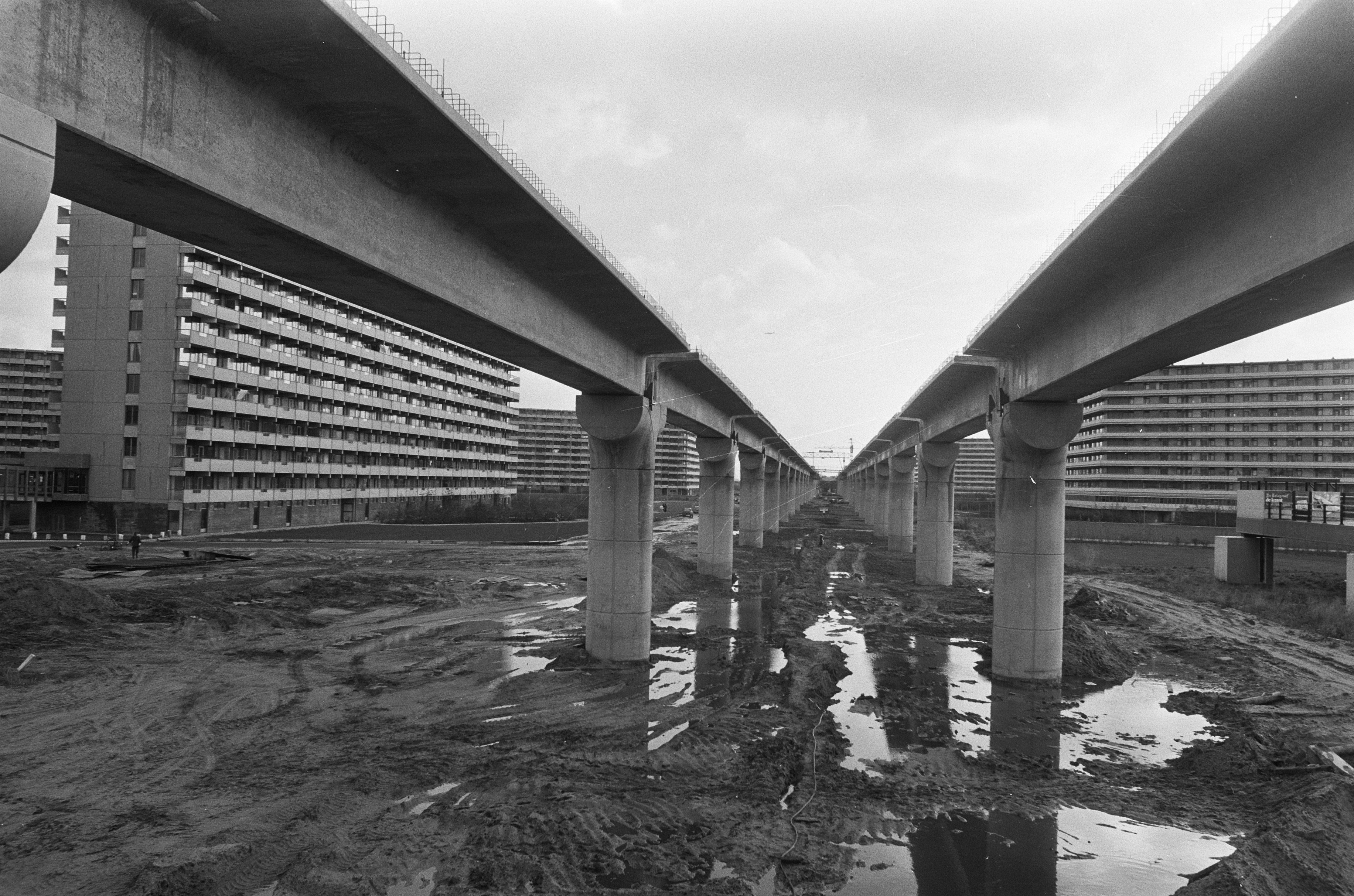
De betonnen pilaren met daarop het metroviaduct van de metrolijn vormt het hart van het Bijlmermuseum. Foto gemaakt tijdens de bouw; 15 november 1973.

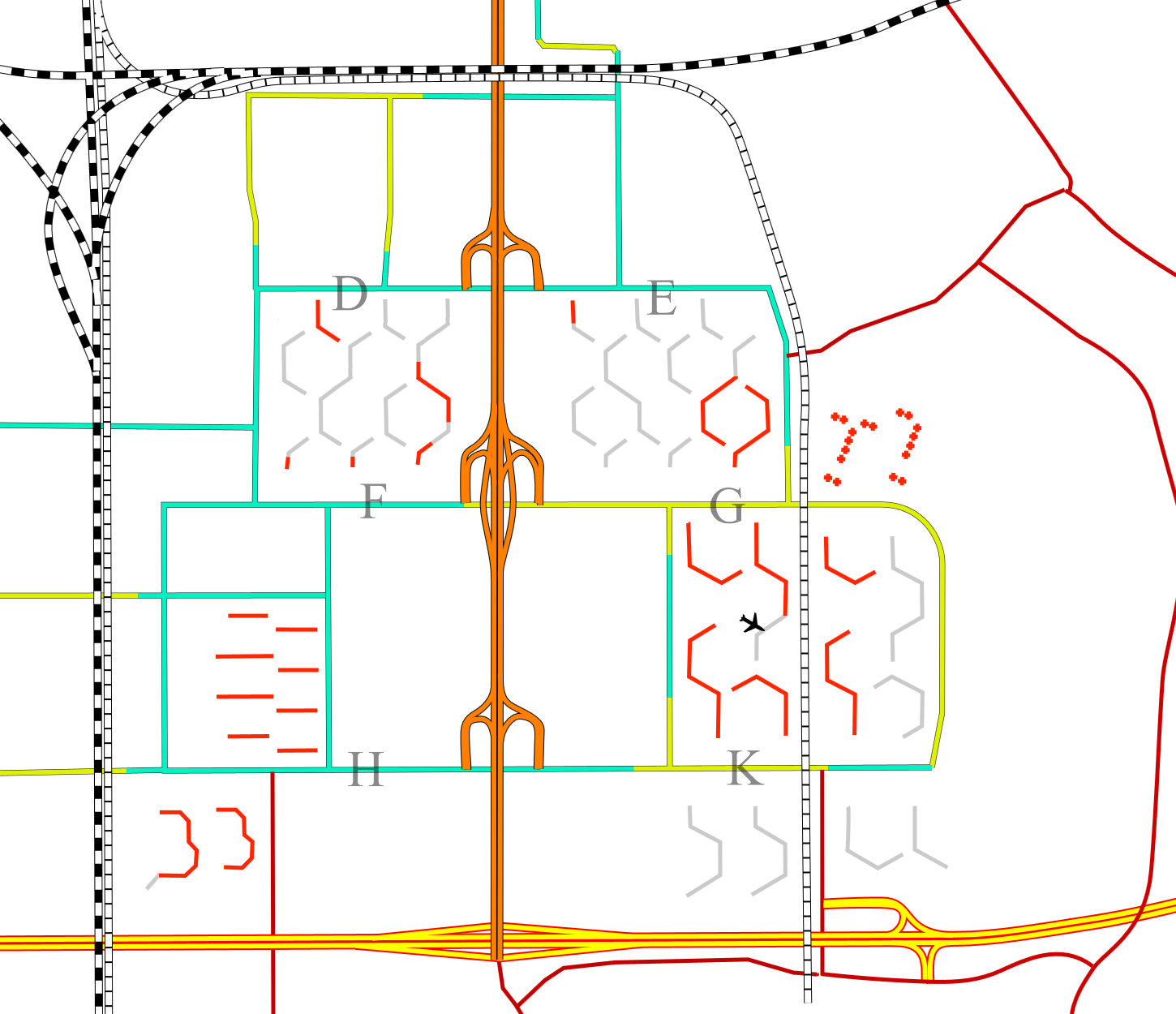
De acht flats (van Noord naar Zuid) tussen de letters G en K vormen het oorspronkelijke Bijlmermuseumgebied.
Tussen 1992 en 2003 zijn de door de Bijlmerramp getroffen flats en twee oostelijke flats grotendeels gesloopt. Rode flats zijn resterende Bijlmerflats die tot op heden nog overeind staan. De grijze flats zijn gesloopt en in de meeste gevallen vervangen voor nieuwbouw. Ook zichtbaar is de metrobaan (witte segmentenlijn) die door het gebied loopt.

Het Bijlmermuseum is een sinds mei 2019 gemeentelijk beschermd stadsgezicht en parkachtig (woon)gebied in de Amsterdamse wijk Bijlmermeer (G/K-buurt) in Amsterdam-Zuidoost.
Het betreft het tussen 1969 en 1972 gebouwde deel van de Bijlmer tussen de Bijlmerdreef, 's-Gravendijkdreef, Karspeldreef en Groesbeekdreef. Niet het gehele gebied hierbinnen, alléén de overgebleven zes flatgebouwen Gooioord, Groeneveen, Grubbehoeve, Kikkenstein, Kleiburg en Kruitberg, met de 1100 meter lange viaducten (brug nr. 1613) van de Bijlmerdreefmetrobrug/Metrolijn 53 en de parkachtige openbare ruimte er tussen vormen het beschermde gebied. Kenmerkend middelpunt is Het groeiend monument deels ontworpen door Herman Hertzberger ter herdenking van de minstens 43 slachtoffers die hier vielen bij de Bijlmerramp in 1992. Het gebied is, met nog enkele (kleine) andere delen van de Bijlmer het restant van het grootschalige woningbouwplan met hoogbouwflats in honingraatvorm van de Bijlmer uit de jaren zestig en zeventig, waarvan sinds 1992 meer dan de helft is gesloopt en vervangen door nieuwbouw.
Kort na de eerste sloopplannen uit de jaren tachtig werd uit kringen van architecten en bewoners er voor gepleit om het grote Bijlmerplan voor mogelijke sloop te behoeden en te behouden als "mijlpaal in de moderne stedenbouwkundige en volkshuisvestelijke ideeënontwikkeling in de twintigste eeuw." In 1980 duidt architect Rem Koolhaas de Bijlmermeer dan ook als volgt: "Daar staat een hoeveelheid architectuurgeschiedenis die ons allen aangaat." Daarna pleitte Pi de Bruin – architect en bewoner – voor het aanwijzen van de Bijlmermeer als monument. De in 2008 opgerichte 'Stichting Bijlmer Museum' heeft jarenlang geijverd om een deel van de Bijlmer in zijn oorspronkelijke opzet te behouden. Er is uiteindelijk bijna veertig jaar overheen gegaan tot de aanwijzing van het betreffende (restant van het) gedeelte van de Bijlmer tot Beschermd Stadsgezicht.
Van het oorspronkelijk zogenaamde G/K-kwadrant, nu bekend als Bijlmermuseum, werden tussen 1992 en 2003 twee flatgebouwen gesloopt: Groeneveen (gedeeltelijk) en Klein-Kruitberg na de Bijlmerramp in 1992, en twee geheel: Koningshoef in 1999 en Grunder in 2003. Ook werden alle bijbehorende parkeergarages uit de oorspronkelijke opzet afgebroken. De laatste twee flatgebouwen werden vervangen door de laag- en nieuwbouwbuurten Koningshof en Nieuw-Grunder. Voor Grubbehoeve en Kleiburg waren er in 2002 en 2012 ook sloopplannen. Uiteindelijk bleven deze gebouwen gespaard mede door stadsdeel Zuidoost en bewonersinitiatieven.
Het omliggende groene en parkachtige Bijlmermuseum gebied is sinds 2001 (in verschillende fases) vernieuwd in Engelse landschapsstijl en kent een aantal hotspots zoals eerder genoemd het "Groeiend Monument", maar ook het Mama Aïsa (Moeder Aarde) standbeeld door Chaim Oren in 1986 bij het water Grubbezee, kunstwerk Tayouken Piss (Les Pisseurs d'Amsterdam) door Pascale Marthine Tayou in 2009 onder de Groesbeekdreef, en een vrij toegankelijk speel- en sportpark met onder andere een sprintbaan, 3 voetbalveldjes, fitnesstoestellen en tennisbanen.